# Contea di Teton (Idaho)
La contea di Teton (in inglese Teton County) è una contea dello Stato dell'Idaho, negli Stati Uniti. La popolazione al censimento del 2000 era di 5 999 abitanti. Il capoluogo di contea è Driggs.

## Geografia
La contea si trova nel sud-ovest dello Stato, al confine con il Wyoming. Il fiume principale è il Teton. A sud-ovest si estendono i Monti Big Hole, mentre la Teton Range si estende sul confine con il Wyoming. La maggior parte della contea occupa la Teton Valley.
Parte della foresta nazionale di Caribou-Targhee si estende nella contea.

### Contee confinanti
- Contea di Fremont - nord
- Contea di Teton (Wyoming) - est
- Contea di Bonneville - sud
- Contea di Madison - ovest

## Storia
La contea fu creata nel 1915 e fu chiamata come l'omonima catena montuosa. I nativi dell'area erano i popoli Bannock e Shoshone.

## Comuni

### Cities
- Driggs (capoluogo)
- Tetonia
- Victor